# Чарлс Џенкинс
Чарлс Џенкинс (енгл. Charles Jenkins; Бруклин, 28. фебруар 1989) амерички је кошаркаш који поседује и српско држављанство. Игра на позицијама плејмејкера и бека, а тренутно је без ангажмана.
Са 2463 поена је други стрелац у историји Колонијал Атлантик Асоцијације (ЦАА), иза Дејвида Робинсона. Играо је на универзитету Хофстра  и један је од четворице играча у историји Хофстре коме је повучен дрес из употребе. Након тога је драфтован 2011. године од стране Голден Стејт вориорса. Провео је две сезоне у НБА лиги играјући прво за Вориорсе а касније је кратко био члан и Филаделфије. Најзначајније сениорске наступе имао је у Црвеној звезди. Познат је по одличној игри пред рекордним бројем гледалаца у Арени против Будивељника. Био је део најуспешније генерације у историји Црвене звезде која је успела да освоји триплу круну у сезони 2014/15, а исти успех је поновио и две године касније када је био најбољи играч финала АБА лиге и изабран у прву петорку АБА лиге.

## Каријера
Пажњу на себе скренуо је још у средњошколским данима, када га је Њујорк пост уврстио у идеални тим Њујорка. Играо је три сезоне у Средњој школи Спрингфилд гарденс. Као сениор у сезони 2005-06 бележио је просечно 21,1 поена, 7,2 асистенције и 5,1 скок по утакмици, због чега је и уврштен у идеални тим Њујорка.

### Универзитет
Након тога, похађао је Хофстра Универзитет на коме је играо за тим Хофстра прајд. Најбољи је стрелац у историји овог универзитета са укупно 2,463 постигнута поена, као и други најбољи стрелац CAA (Colonial Atheltic Association) конференције - одмах иза Дејвида Робинсона.
Већ од бруцошких дана кренуо је да ређа признања — проглашен је за CAA рукија године, као и рукија године и члана трећег идеалног тима региона Њујорк. У тој сезони је бележио просечно 19,7 поена и 4,8 скока на 32 одигране утакмице. И следеће сезоне је имао одличне просеке са 20,6 поена, 4,5 скока, 3,9 асистенција уз проценат шута за три поена од 40,9%. У тој сезони по први пут је освојио Хагерти награду која се додељује најбољем играчу на простору Њујорка, а тај успех поновио је и у наредне две сезоне , чиме је постао тек трећи троструки узастопни добитник овог признања у историји. Друга двојица су били Крис Малин и Џим Мекмилан. Са просеком од 20,6 поена, 4,6 скока и 4 асистенције по мечу у трећој години студија завредео је и награду за најбољег играча CAA шампионата. Тек је четврти играч у историји Хофстре чији је дрес повучен из употребе, а први који је ту част заслужио док је још био студент.

### НБА
Учествовао је на НБА драфту 2011. године, а изабран је као 44. пик у другој рунди од стране Голден Стејт вориорса заједно са Клејем Томпсоном. Уследио је НБА локаут, током ког је потписао двомесечни уговор са италијанским Терамом, међутим никада није заиграо за њих јер је након само два дана од парафирања уговора локаут окончан.
За Голден Стејт вориорсе дебитовао је 25. децембра 2011. и до краја сезоне 2011/12. за њих је одиграо 51 утакмицу, од чега је на 28 био у стартној постави. Забележио је просек од 5,8 поена и 3,3 асистенције за 17,5 минута по мечу.
Наредна сезона донела му је драстично редуковану минутажу, па самим тим и статистике, а ни на једном мечу није био стартер. У дресу Вориорса одиграо је 47 мечева, али са просечних 6,2 минута по мечу није могао да дође до значајнијих статистичких података. У фебруару 2013. трејдован је Филаделфија севентисиксерсима, где такође није имао значајнији учинак. За њих је одиграо свега 12 мечева, и за 12,5 минута по утакмици убацивао је просечно 2,5 поена.

### Црвена звезда
Јула 2013. отпочиње своју каријеру у Европи потписивањем једногодишњег уговора са Црвеном звездом. Иако је доведен као друга опција на позицији комбо-бека, врло брзо је постао један од најзначајнијих играча црвено-белих. У Евролиги имао је неколико одличних игара, а његова украдена лопта на утакмици против Макабија била је уврштена међу 10 најбољих потеза тог кола. У јануару 2014. је продужио уговор са Звездом на још једну сезону. Након што је Звезда елиминисана из Евролиге, клуб је наставио такмичење у Еврокупу. Посебно се истакао одличним партијама у Еврокупу, где је бележио 12,6 поена на 12 утакмица, а црвено-бели су стигли до полуфинала. На утакмици против Нижњег Новгорода забележио је 25 поена за нешто више од 20 минута у игри. Након тога је одиграо своју најбољу утакмицу у сезони и Црвеној звезди, када је у победи над Будивељником у четвртфиналу Еврокупа постигао укупно 29 поена, од чега 18 у финишу утакмице и продужетку. У својој првој сезони са Црвеном звездом освојио је само Куп Радивоја Кораћа.
Током сезоне 2014/15. показивао је осцилације у игри. У почетку је имао велику кризу, где је и у Јадранској лиги и у Евролиги имао веома слаб учинак. Међутим, тренер Дејан Радоњић је и даље веровао у њега и пружао му шансу чак и у одлучујућим утакмицама. Како је сезона одмицала, његова форма је била у константном успону. Имао је низ запажених игара у ТОП 16 фази Евролиге. Ипак, заблистао је током плеј-офа Јадранске лиге, када је у полуфиналној серији са Партизаном водио свој тим до тријумфа од 3:1. Постигао је 79 поена на четири меча, уз проценат шута који није падао испод 50 одсто. Касније су црвено-бели освојили Јадранску лигу савладавши у финалу плеј-офа Цедевиту. Са добрим играма наставио је и у домаћем првенству, па са Звездом успева да освоји и титулу шампиона Србије и тако освоји триплу круну, а самим тим буде део екипе која је постигла највеће успехе у историји Црвене звезде.
По завршетку сезоне, када је био известан његов одлазак из Црвене звезде, написао је опроштајно писмо где је посебно истакао захвалност Дејану Радоњићу, као и навијачима Звезде које сматра својом породицом. У Црвеној звезди је у току те две сезоне одиграо 145 утакмица и постигао 1589 поена. Током две сезоне у Звезди пропустио је само једну утакмицу, и то против Тамиша у 10. колу КЛС-а.

### Милано
У јулу 2015. Џенкинс је потписао једногодишњи уговор са екипом Олимпије из Милана. Са њима је у сезони 2015/16. освојио Првенство и Куп Италије. На 29 утакмица у првенству бележио је просечно 5,2 поена по мечу. У Евролиги је на десет одиграних утакмица бележио 6,7 поена по мечу а клуб је заузео последње место у својој групи и завршио такмичење већ у првој фази. Касније је Милано наставио да игра у Еврокупу где је Џенкинс на осам мечева бележио просечно тек 4,3 поена по мечу. Иако није био у првом плану код тренера Репеше у тој сезони са Миланом долази до два домаћа трофеја у Купу и Италијанском првенству.

### Црвена звезда
Џенкинс се 15. јула 2016. године вратио у Црвену звезду, како је он рекао својој другој кући, и потписао двогодишњи уговор са клубом. Сезона 2016/17. је била још успешнија како на индивидуалном тако и клупском плану. Црвена звезда је поново успела да освоји обе националне и титулу у АБА лиги, као и две сезоне пре тога. Такође у новом систему Евролиге клуб је био најпријатније изненађење и мало је делило од пласмана у плеј-оф. Поред доброг нападачког учинка, Џенкинс је пре свега одлично играо у одбрани и са 2,1 украденом лоптом по утакмици био најбољи појединац читаве Евролиге. Што се тиче Евролиге његова најбоља партија је била против Фенербахчеа у Београду када је постигао 14 поена, али постигао и одлучујући кош за победу свог тима. Свакако не треба заборавити и утакмицу против ЦСКА у Комбанк арени, када је уз 11 поена имао и 6 асистенција и 6 украдених лопти. Његов учинак је био најзначајнији у завршници АБА лиге када се повредио први плеј Стефан Јовић. Због одличних игара у финалној серији против Цедевите, када је просечно бележио 12,3 поена, 5,3 асистенција, 3 скока и 1,5 украдених лопти проглашен је за најбољег играча финала. И не само то, био је изабран у прву петорку читавог такмичења заједно са саиграчима Марком Симоновићем и Стефаном Јовићем. У току сезоне одиграо је укупно 83 утакмице (пропустио само једну утакмицу као и у претходном мандату) и за 1926 минута проведених на паркету постигао 760 поена, 245 асистенција, 155 скокова и 144 украдених лопти. То је препознато и од стране навијача, те је у анкети једног од навијачких портала Чарлс Џенкинс изабран за најбољег кошаркаша Црвене звезде у тој сезони. Вече пред крај сезоне велики број европских клубова је био заинтересован за њега и Звезда није могла да испарира финансијском понудом. Химки је био најагилнији и довео Џенкинса у своје редове, уплативши Црвеној звезди обештећење од 100.000 долара. За Црвену звезду је одиграо укупно 228 утакмица и постигао 2349 поена (по броју датих поена налази се на 21. месту вечне листе), освојио је три Купа Радивоја Кораћа, две титуле Јадранске лиге и два шампионата Србије.

### Химки
Дана 29. јуна 2017 године потписује двогодишњи уговор са екипом Химкија, према ком ће зарадити 1,8 милиона долара што је вишеструко већа плата него што је имао у Звезди.

### ФМП
Дана 24. јуна 2022 године након годину дана без ангажмана Џенкинс постаје нови играч КК ФМП.

## Успеси

### Клупски
- Црвена звезда:
  - Првенство Србије (2): 2014/15, 2016/17.
  - Јадранска лига (2): 2014/15, 2016/17.
  - Куп Радивоја Кораћа (3): 2014, 2015, 2017.
- Олимпија Милано:
  - Првенство Италије (1): 2015/16.
  - Куп Италије (1): 2016.

### Појединачни
- Најкориснији играч финала Јадранске лиге (1): 2016/17.
- Идеална стартна петорка Јадранске лиге (1): 2016/17.

## Статистика
Напомена: Евролига није једино такмичење у којем је играч учествовао, играо је и у домаћим такмичењима
|  | Најбољи у лиги |

### НБА

#### Регуларна сезона
| Сезона   | Екипа                       | ОУ  | СУ | МПУ  | ПШ%  | 3П%  | СБ%  | СПУ | АПУ | УПУ | БПУ | ППУ |
| -------- | --------------------------- | --- | -- | ---- | ---- | ---- | ---- | --- | --- | --- | --- | --- |
| 2011/12. | Голден Стејт вориорси       | 51  | 28 | 17,5 | 44,7 | 15,0 | 87,2 | 1,3 | 3,3 | 0,6 | 0,1 | 5,8 |
| 2012/13. | Голден Стејт вориорси       | 47  | 0  | 6,2  | 42,2 | 50,0 | 55,6 | 0,4 | 0,6 | 0,2 | 0   | 1,7 |
| 2012/13. | Филаделфија севентисиксерси | 12  | 1  | 12,5 | 36,8 | 0,00 | 50,0 | 0,9 | 1,3 | 0,5 | 0,1 | 2,5 |
| Каријера |                             | 110 | 29 | 12,1 | 43,4 | 18,2 | 75,4 | 0,9 | 1,9 | 0,4 | 0,1 | 3,7 |

### Евролига
| Сезона   | Екипа         | ОУ | СУ | МПУ  | ПШ%  | 3П%  | СБ%  | СПУ | АПУ | УПУ | БПУ | ППУ | ИПУ |
| -------- | ------------- | -- | -- | ---- | ---- | ---- | ---- | --- | --- | --- | --- | --- | --- |
| 2013/14. | Црвена звезда | 10 | 0  | 22,8 | 43,6 | 56,5 | 76,5 | 1,3 | 1,7 | 1,9 | 0,2 | 9,4 | 5,9 |
| 2014/15. | Црвена звезда | 24 | 4  | 19,1 | 35,6 | 31,0 | 80,0 | 1,3 | 1,3 | 0,9 | 0,2 | 6,6 | 3,7 |
| 2015/16. | Милано        | 10 | 8  | 26,1 | 47,2 | 58,3 | 50,0 | 1,6 | 1,8 | 1,5 | 0   | 6,7 | 5,6 |
| 2016/17. | Црвена звезда | 30 | 29 | 26,1 | 44,4 | 42,5 | 84,8 | 1,9 | 2,7 | 2,1 | 0,1 | 9,4 | 9,5 |
| Каријера |               | 74 | 41 | 23,4 | 41,8 | 42,7 | 79,8 | 1,6 | 2,0 | 1,6 | 0,1 | 8,1 | 6,6 |

## Остало
Када је имао 11 година Џенкинс је доживео породичну трагедију. Тада је његов брат погинуо (имао је 22 године) и од тада кроз целу своју кошаркашку каријеру носи дрес са бројем 22 (једино у дресу Филаделфије га није носио) као успомену на њега. Чарлс има брата и сестру. Његова мајка често посећује његове утакмице и пар пута је долазила и у Београд да га гледа у дресу Звезде. Обожаван је међу навијачима Црвене звезде, од којих је добио надимак Ђенка. Истиче да је веома заволео Србију и Београд, као и српска јела а посебно лесковачки уштипак. Током боравка у Београду учио је српски језик а једна од песама коју целу зна да отпева је Рађај синове од Џеја Рамадановског.